# Dom Antoniego Procajłowicza w Rudawie
Dom Antoniego Procajłowicza w Rudawie – murowany dom mieszkalny znajdujący się w Rudawie, w powiecie krakowskim, w 1988 roku wpisany do rejestru zabytków nieruchomych.

## Historia
Dom wybudowano w 1903 roku dla artysty malarza Antoniego Procajłowicza. Autor projektu nie jest znany.
Dom był miejscem spotkań młodopolskich artystów, m.in. Stanisława Wyspiańskiego, Lucjana Rydla i Włodzimierza Tetmajera. W 1935 roku został sprzedany kierownikowi parowozowni w Krakowie Hieronimowi Hirschbergowi. W 1992 roku był współwłasnością Marii Rożanowicz oraz Franciszki i Witolda Hirschbergów.

## Opis architektoniczny
Dom pod względem stylu nawiązuje do dworu staropolskiego. Wybudowano go na wąskiej działce w pobliżu torów kolejowych. Jest to budynek parterowy, na rzucie prostokąta, wymurowany z cegły, otynkowany, częściowo podpiwniczony w części północno-wschodniej. W elewacji frontowej od południa, w części środkowej, znajduje się czterokolumnowy portyk, poprzedzony murowanymi schodami. Kolumny wsparte są na kwadratowych bazach i dźwigają gładki architraw. W głębi portyku znajdują się półkolumny na osi kolumn zewnętrznych. Nad portykiem umieszczono facjatę, ujętą falistym szczytem, z oknem pośrodku i małym kolistym okienkiem powyżej.
Elewacja południowa jest 7-osiowa, z drzwiami wejściowymi osłoniętymi portykiem. Po bokach drzwi znajdują się dwa okna. Pozostałe dwie pary prostokątnych okien umieszczono w skrajnych osiach, które ujęte są wąskimi płycinami, pod parapetami wykonano dekorację w tynku o motywie wolut i rozet.    
Dom przykryty jest dachem dwuspadowym z naczółkami, facjata przykryta jest odrębnym daszkiem. 
Od północy znajduje się przybudówka wybudowana w 1980 roku. 